# Robbie Brightwell
Robert Ian Brightwell, detto Robbie (Rawalpindi, 27 ottobre 1939 – 6 marzo 2022) è stato un velocista britannico, specializzato nei 400 metri piani.

## Palmarès
- Giochi olimpici

Tokyo 1964: argento nella staffetta 4×400 metri.
- Europei

Belgrado 1962: oro nei 400 metri piani, argento nella staffetta 4×400 metri.
- Giochi del Commonwealth

Perth 1962: argento nelle 440 iarde, argento nella staffetta 4×440 iarde.